# François Boucher
François Boucher (Paris, 29 de Setembro de 1703 – Paris, 30 de Maio de 1770) foi um pintor francês, talvez o maior artista decorativo do chamado setecento europeu. Embora tenha vivido num século dominado pelo Barroco, ia além desse estilo e identificava-se mais com o Rococó — estilo muitas vezes alvo de apreciações estéticas pejorativas. Foi seguramente um dos pintores que melhor soube interpretar o espírito do Rococó.
Pintor, gravador e desenhador francês nascido em 1703 e falecido em 1770. A sua obra é considerada representativa do período da pintura rococó na França. Boucher executou importantes trabalhos decorativos para a Coroa e tornou-se o principal desenhador das porcelanas reais. Em 1765 foi nomeado pintor de Luís XV. Muitos dos seus quadros retratam temas mitológicos e cenas galantes e pastoris.
É muito conhecido por suas pinturas idílicas, plenas de volume e carisma, essas que vulgarmente recorriam a temas mitológicos e evocavam a Antiguidade Clássica, posta em voga por Rubens. Teve variados patronos, entre eles Madame de Pompadour, da qual pintou um célebre retrato, exibido hoje na Alte Pinakothek de Munique, na Alemanha.

## Biografia
Cedo se revelou artista de carreira promissora, embora se creia que o pai não o estimulasse muito na continuação desta atividade. 

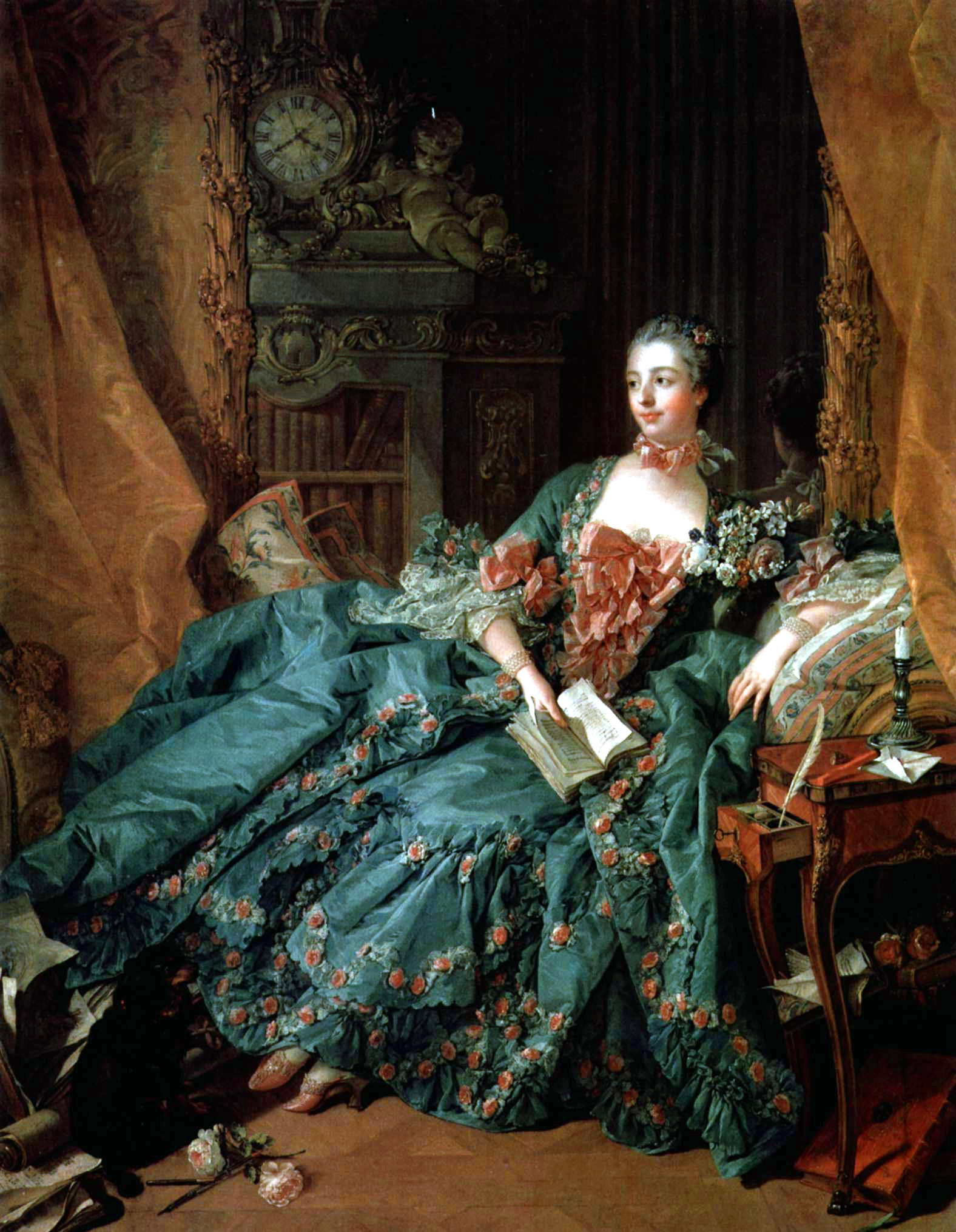
Retrato da Madame de Pompadour, François Boucher, Antiga Pinacoteca, Munique, Alemanha

Aos dezessete anos ingressou no ateliê de François Lemoyne, ficando ali somente três meses, quando começou a trabalhar com Jean-François Cars. Lemoyne e Antoine Watteau foram suas primeiras influências pictóricas. Todos se impressionavam como a técnica e o estilo vigoroso e brilhante do pintor, a quem, três anos mais tarde, foi concedido o prestigioso Prémio de Roma. Embora não conhecendo a Itália, o nome do artista já ecoava pela Europa mais ecléctica. Quatro anos após receber o estimado prémio de incentivo a novos artistas vai finalmente para a Itália, onde tomou contacto directo com o Classicismo. Em Roma começou a estudar e, curiosamente, tal como Peter Paul Rubens, empenhou-se no estudo minucioso dos frescos de Michelângelo na Capela Sistina no Vaticano, em particular, e as obras memoráveis que a Renascença havia deixado para trás.

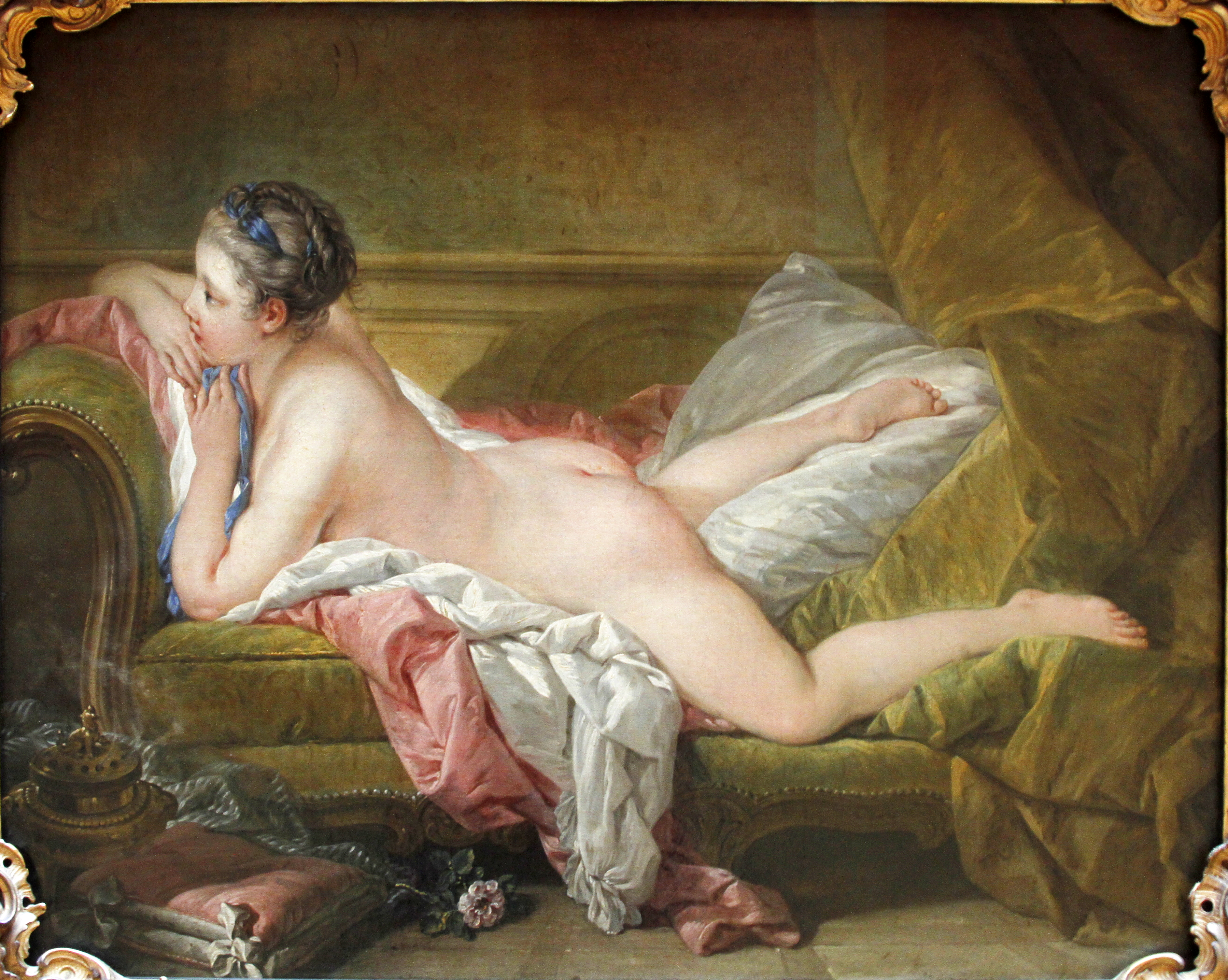
Rapariga em Repouso, François Boucher, Antiga Pinacoteca, Munique, Alemanha

De volta à França, em 1731, foi admitido na Academia Real de Pintura e Escultura. Chegou mesmo a tornar-se reitor da dita academia e diretor da Real Confecção de tapetes. O que lhe sucedeu foi que tornou-se rapidamente um pintor da moda: em 1765 o Rei, contente com seus serviços, nomeou-o pintor da Corte e pintor da Câmara. A partir desse momento concebeu numerosas obras-primas em que retratava variados membros das cortes francesa e italiana, e até mesmo de famílias reais. Celebrizou o retrato da real amante, a Madame de Pompadour, retrato notável hoje exposto na Antiga Pinacoteca de Munique, na Baviera.
A inspiração para o seu trabalho provinha de Antoine Watteau e de Peter Paul Rubens. Das obras de Watteau absorveu a tranquilidade da natureza e de Rubens os volumes, as cores, o estilo solene e perspicaz. No retrato da Madame de Pompadour as duas influências são bastante claras. A Marquesa de Pompadour era sinónimo de exuberância, exagero, teatralidade, elegância, riqueza, ostentação, requinte e, portanto, do estilo bem rococó. Esta era grande admiradora da arte de Boucher e, é nos retratos desta cortesã francesa onde o artista exibe mais notavelmente o seu verdadeiro estilo. De forma até bastante concisa.
Denotou o seu estilo irresistivelmente sensível e ao mesmo tempo bravo e farto de erotismo, que em nada contrasta com os retratos de odaliscas. Entre estes é de notar Rapariga em repouso. Julga-se que a cara da odalisca a da esposa de Boucher e o traseiro pertence a Madame de Pompadour. No mínimo, curioso... O próprio Diderot acusou Boucher de estar a prostituir a própria esposa. 
Além de pintar, Boucher concretizou figurinos para teatros, tapetes e ficou célebre como decorador. Ajudou na decoração dos palácios de Versailles, Fontainebleau e Choisy.
François Boucher morreu em 1770, em Paris. Ocupava então o cargo de primeiro pintor do rei Luís XV de França. Pintou sobretudo cenas idílicas, povoadas por personagens mitológicos e pastores, geralmente em poses sensuais e quase desnudados.

## Obras
- Rinaldo e Armida (Louvre)
- O Descanso na Fuga para o Egito
- Diana Saindo do Banho

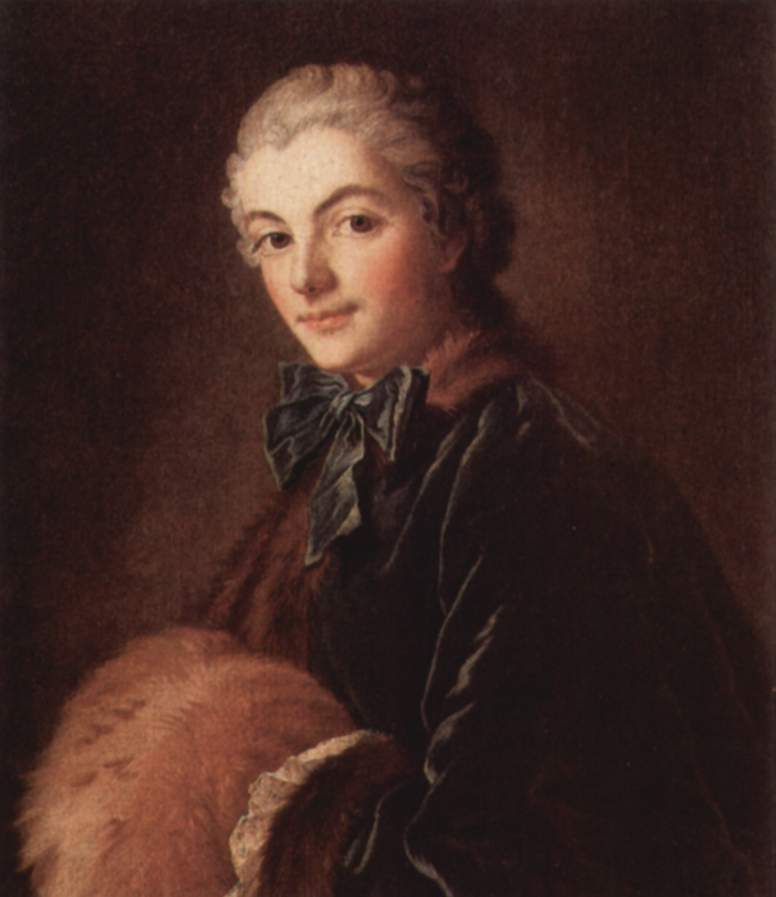
Retrato de uma Dama com mangas debruadas a pele, François Boucher, Museu do Louvre, Paris, França

- Retrato de Marie-Louise O'Murphy (Pinacoteca Alte)
- A Visita de Venus a Vulcano
- Cristo e João Batista quando Crianças
- Pastorale
- Naiades e Tritão
- Triunfo de Vênus
- Venus Consolando Amor